# Kalser Glocknerstraße
Die Kalser Glocknerstraße im Bezirk Lienz (Osttirol) ist eine gebührenpflichtige Zufahrt von Kals am Großglockner zum Parkplatz „Glocknerwinkel“ neben dem Lucknerhaus im Ködnitztal. Die Straße kann auch von Omnibussen benutzt werden.
Von hier erreicht man die Lucknerhütte und weiter oben die Stüdlhütte, welche vor allem die Bergsteiger zum Großglockner benutzen.

## Entstehung
Die Straße wurde von 1976 bis 1980 erbaut.

## Weblinks

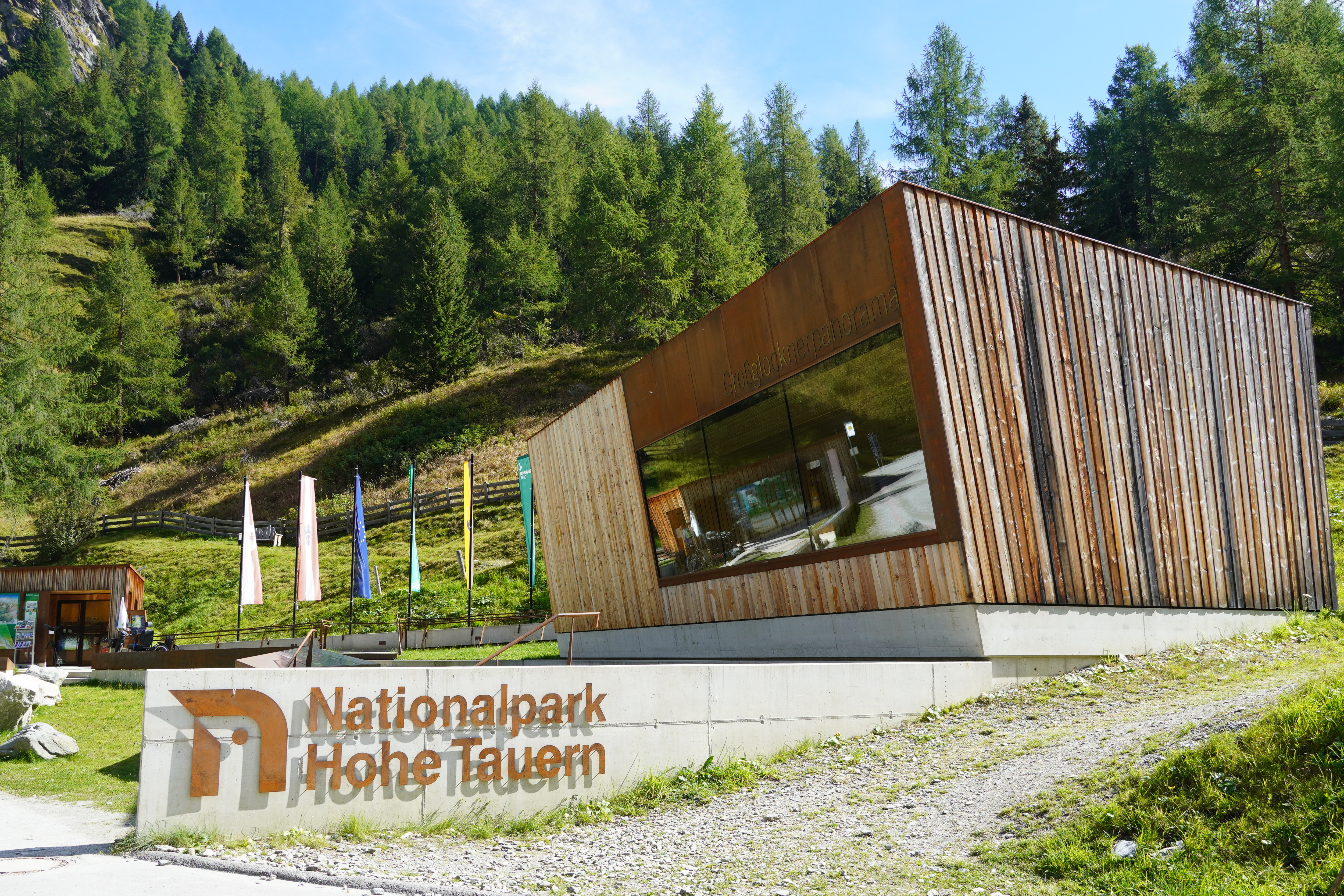
Besucherzentrum Glocknerwinkel